# Regierung Bech-Bodson

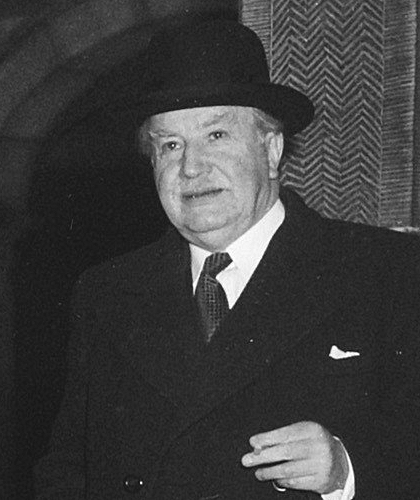
Joseph Bech war zwischen 1926 und 1937 sowie erneut von 1953 bis 1958 Premierminister von Luxemburg.

Die Regierung Bech-Bodson (Alternativname: Regierung Bech IV (1953 bis 1954) sowie Regierung Bech V (1954 bis 1958)) wurde in Luxemburg von Premierminister Joseph Bech von der Chrëschtlech Sozial Vollekspartei (CSV) am 29. Dezember 1953 gebildet, nachdem der bisherige Premierminister Pierre Dupong am 23. Dezember 1953 verstorben war. Nach der Kammerwahl vom 30. Mai 1954 erfolgte am 29. Juni 1954 eine Regierungsumbildung. Sie löste die Regierung Dupong-Schaus-Bodson ab und blieb bis zur Ablösung durch die Regierung Frieden am 29. März 1958 im Amt. Der Regierung gehörten Vertreter der Chrëschtlech Sozial Vollekspartei (CSV) sowie der Lëtzebuerger Sozialistesch Aarbechterpartei (LSAP) an.

## Minister

### Kabinett Bech IV (1953 bis 1954)
Der Regierung gehörten folgende Minister an:
| Amt                                                                    | Amtsinhaber    | Partei | Beginn der Amtszeit | Ende der Amtszeit |
| ---------------------------------------------------------------------- | -------------- | ------ | ------------------- | ----------------- |
| Premierminister, Staatsminister                                        | Joseph Bech    | CSV    | 29. Dezember 1953   | 29. Juni 1954     |
| Außenminister und Außenhandelsminister                                 | Joseph Bech    | CSV    | 29. Dezember 1953   | 29. Juni 1954     |
| Minister für Landwirtschaft und Weinbau                                | Joseph Bech    | CSV    | 29. Dezember 1953   | 29. Juni 1954     |
| Bildungsminister und Innenminister                                     | Pierre Frieden | CSV    | 29. Dezember 1953   | 29. Juni 1954     |
| Minister für Familien und Volksgesundheit                              | Pierre Frieden | CSV    | 29. Dezember 1953   | 29. Juni 1954     |
| Justizminister, Minister für öffentliche Arbeiten und Verkehrsminister | Victor Bodson  | LSAP   | 29. Dezember 1953   | 29. Juni 1954     |
| Minister für Arbeit, soziale Sicherheit und Bergbau                    | Nicolas Biever | LSAP   | 29. Dezember 1953   | 29. Juni 1954     |
| Minister für soziale Fürsorge                                          | Nicolas Biever | LSAP   | 29. Dezember 1953   | 29. Juni 1954     |
| Minister für Wirtschaft und Wiederaufbau                               | Michel Rasquin | LSAP   | 29. Dezember 1953   | 29. Juni 1954     |
| Finanzminister und Verteidigungsminister                               | Pierre Werner  | CSV    | 29. Dezember 1953   | 29. Juni 1954     |

### Kabinett Bech V (1954 bis 1958)
Der Regierung gehörten folgende Minister an:
| Amt                                                                    | Amtsinhaber                  | Partei        | Beginn der Amtszeit            | Ende der Amtszeit             |
| ---------------------------------------------------------------------- | ---------------------------- | ------------- | ------------------------------ | ----------------------------- |
| Premierminister, Staatsminister                                        | Joseph Bech                  | 29. Juni 1954 | 29. März 1958                  |                               |
| Außenminister und Außenhandelsminister                                 | Joseph Bech                  | CSV           | 29. Juni 1954                  | 29. März 1958                 |
| Bildungsminister und Innenminister                                     | Pierre Frieden               | CSV           | 29. Juni 1954                  | 29. März 1958                 |
| Minister für Familien und Volksgesundheit                              | Pierre Frieden               | CSV           | 29. Juni 1954                  | 29. März 1958                 |
| Justizminister, Minister für öffentliche Arbeiten und Verkehrsminister | Victor Bodson                | LSAP          | 29. Juni 1954                  | 29. März 1958                 |
| Minister für Arbeit, soziale Sicherheit und Bergbau                    | Nicolas Biever               | LSAP          | 29. Juni 1954                  | 29. März 1958                 |
| Minister für soziale Fürsorge                                          | Nicolas Biever               | LSAP          | 29. Juni 1954                  | 29. März 1958                 |
| Wirtschaftsminister                                                    | Michel Rasquin Paul Wilwertz | LSAP          | 29. Juni 1954 11. Februar 1958 | 20. Januar 1958 29. März 1958 |
| Finanzminister und Verteidigungsminister                               | Pierre Werner                | CSV           | 29. Juni 1954                  | 29. März 1958                 |
| Landwirtschaftsminister und Minister für Volksgesundheit               | Emile Colling                | CSV           | 29. Juni 1954                  | 29. März 1958                 |